# Lepidodactylus vanuatuensis
Lepidodactylus vanuatuensis — вид геконоподібних ящірок родини геконових (Gekkonidae). Ендемік Вануату.

## Поширення і екологія
Lepidodactylus vanuatuensis мешкають на островах Еспіриту-Санто, Ефате і Анейтьюм в архіпелазі Нові Гебриди, можливо, також на інших островах. Вони живуть в прибережних чагарникових заростях, в садах і поблизу людських поселень. Зустрічаються на висоті до 1700 м над рівнем моря. Живляться переважно комахами, іноді нектаром. Відкладають яйця під кору дерев, іноді роблять це колективно.